# Потлов Олександр Федорович
Потлов Олександр Федорович (5 травня 1919, Караваїно, Інжавінський район, Тамбовська область — 5 грудня 1961) — український архітектор, будівничий у Маріуполі.

## Біографія
Олександр Федорович Потлов народився 5 травня 1919 року в селі Караваїно Інжавінського району Тамбовської області. У 1937 році закінчив гімназію в Томську. З 1938 по 1943 рр. навчався в Новосибірський державний архітектурно-будівельний університет. Працював у Маріполі. Помер 5 грудня 1961 року у віці 42 років.

## Робота у Маріуполі
У 1947 році Олександр Потлов виїхав до Маріуполя. Там будував школи, клуби, кінотеатри та житлові споруди. Він — архітектор Маріупольського драматичного театру, який було зруйновано 16 березня 2022 року внаслідок авіаудару ЗС РФ під час боїв за Маріуполь і виробничого приміщення Азово-сталевого металургійного комбінату, яке також було зруйновано у ході боїв.

## Нагороди
- Медаль «За відбудову підприємств чорної металургії Півдня»
- Медаль Пошани Радянського Союзу
- Орден Леніна

## Споруди

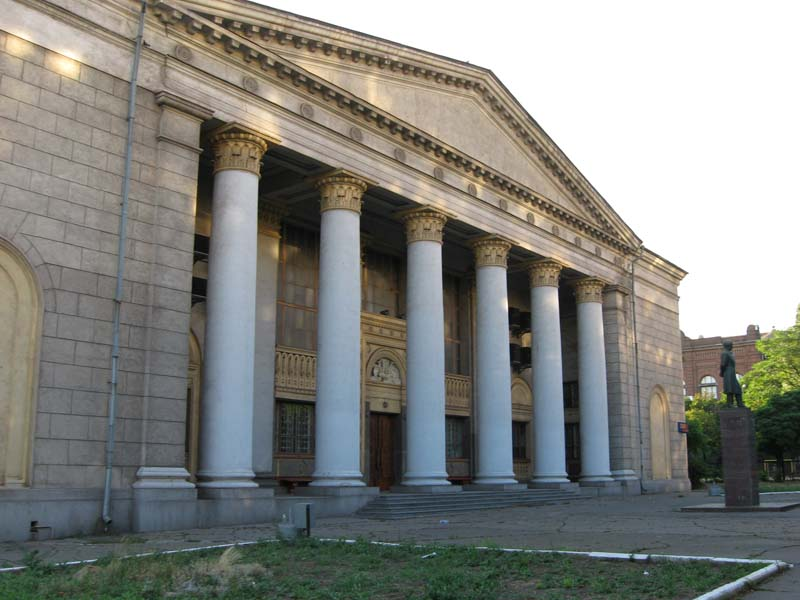
Драматичний театр
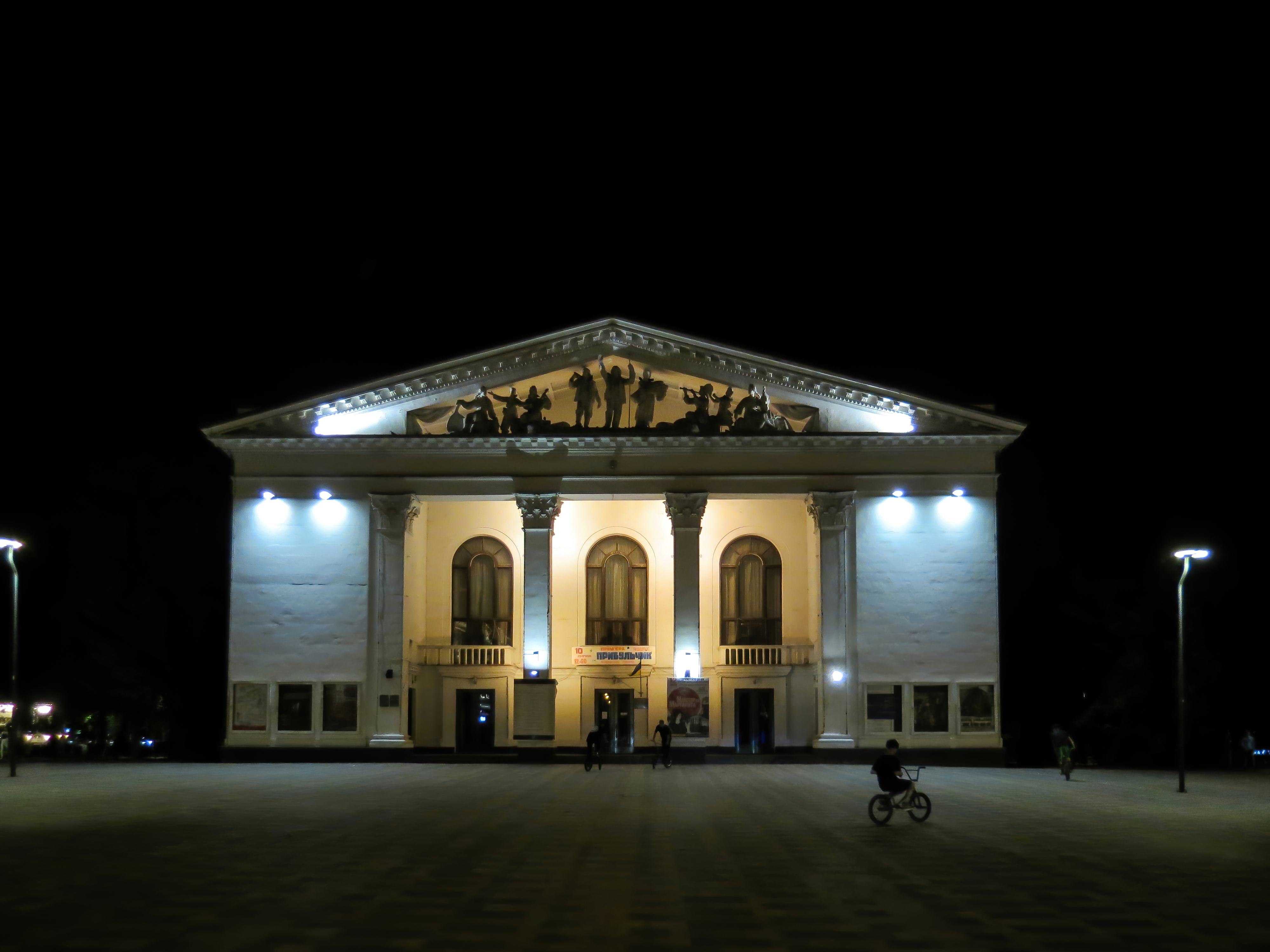
Маріупольський драматичний театр
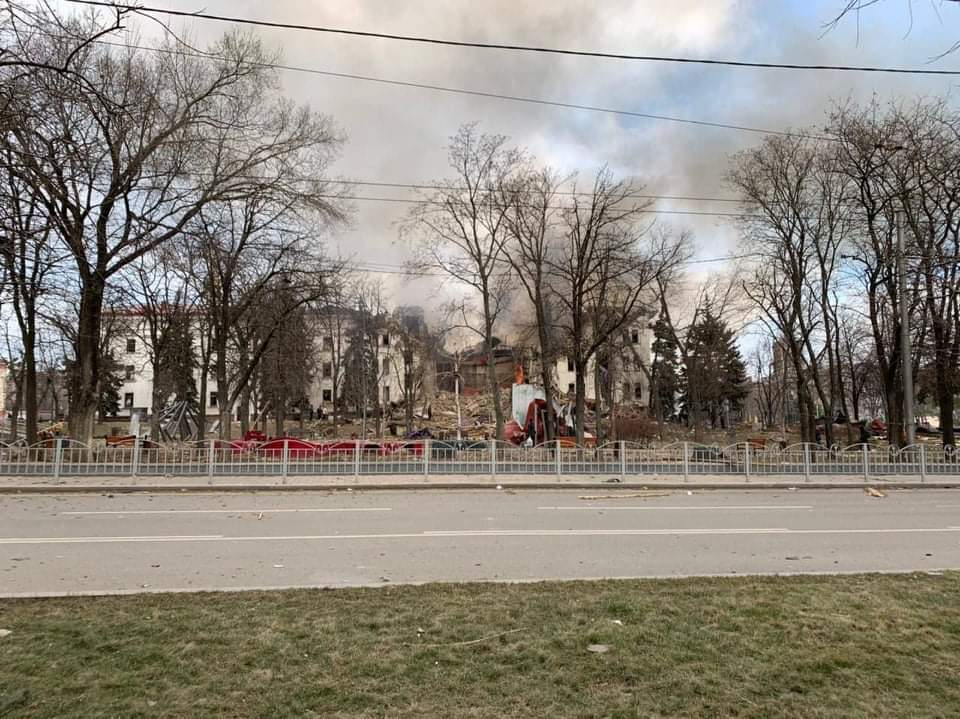
Театр після авіанальоту 2022 року